# 谷村城
谷村城（やむらじょう）は、山梨県都留市上谷一丁目にあった日本の城（城郭）。甲斐国東部の郡内地方を領した国衆である小山田氏の居館または近世の大名居館。谷村館。

## 立地と歴史的景観
谷村は県東部、郡内地方の中央部に位置する狭隘な平野部に位置し、谷村城は蟻山と桂川に挟まれた平坦地に立地する。標高は490メートル付近。谷村には、近世に確立する甲州街道から分岐し吉田地方（富士吉田市）へ至る富士道が南北に通る交通の要所にあたる。
谷村城の位置は近世の城下絵図類（「諸国当城之図」広島市立中央図書館蔵浅野文庫、「甲州谷村之城図」蓬左文庫、「谷村城下絵図」都留市個人蔵など）から都留市役所から都留市立谷村第一小学校付近に比定されているが、具体的な遺構は検出されていない。

## 谷村城の築城と領主

### 小山田氏時代の谷村館
都留郡では戦国時代には有力国衆・小山田氏が台頭する。「向嶽寺文書」によれば、明応8年（1499年）9月には小山田信長が都留郡田原郷（都留市田原）を向嶽庵（向嶽寺、甲州市塩山）に還付している。小山田信有（越中守）期に小山田氏は大幡川左岸の中津森館（都留市金井）に居館を築いている。こうした経緯から、古くから中津森を本拠としていたとする説と、中津森以前に田原郷を本拠としていたとする説がある。
戦国時代の甲斐国では守護・武田信虎と有力国人・他国勢力である駿河国の今川氏・相模国の後北条氏との抗争が行われており、都留郡では越中守信有が信虎や今川氏・後北条氏と抗争を繰り広げていた。『勝山記』によれば、永正15年（1518年）5月には武田氏と小山田氏・今川氏の三者の間で和睦が成立する。越中守信有は信虎の妹を室に迎えて武田氏に対する従属を強め、『勝山記』に拠れば、永正18年（1521年）2月18日に武田信虎は船津（富士河口湖町船津）において小山田家臣・小林宮内丞の屋敷を訪問し、翌日には中津森館を訪れている。
信虎は甲斐を統一した永正16年（1519年）に本拠を甲府（甲府市古府中町）に移転し、新たに城下町（武田城下町）を建設する。信虎は城下町に家臣団を集住させ、小山田氏も越中守信有夫人が甲府に居住している。小山田氏は同時期に谷村への本拠移転を行っている。『勝山記』に拠れば、享禄3年/天文元年（1530年）には中津森館が焼失し、武田氏の支援を得て谷村に新たな居館が築造される。なお、同年には越中守信有夫人が死去して、このことも居館築造の契機であるという。享禄5年（1532年）には谷村館が落成し、信虎をはじめ甲斐国人が参集したという。
以来、谷村館は越中守信有・弥三郎信有・信茂に至る小山田氏4代の居館として用いられている。なお、谷村城と桂川を挟んで対岸に位置する城山（都留市川棚）には勝山城が所在している。勝山城の築城期・築城主は不明で近世初頭の浅野氏時代には築城されているが、勝山城の前身は谷村城の詰城である城砦であったとする説がある。近世の城下絵図では双方を繋ぐ二本の橋が描かれている。

### 天正壬午の乱・徳川氏時代の谷村城
天正10年（1582年）3月に織田信長・徳川家康連合軍による武田領国侵攻により甲斐武田氏は滅亡し、小山田信茂は織田氏に出仕するが、信長の嫡男・信忠に処刑されたため小山田氏も滅亡する。郡内では小山田家臣や国衆の多くも撤退した。郡内を含む甲斐は織田信長の家臣・河尻秀隆が領するが、同年6月の本能寺の変で信長が死去したことにより発生した一揆のため秀隆は落命する。本能寺の変により三河国の徳川家康、相模国の北条氏直、越後国の上杉景勝三者の間で武田遺領を争奪する天正壬午の乱が発生する。天正壬午の乱では徳川家康が甲斐衆の多くを懐柔する一方で、後北条氏が郡内のほぼ全域と交通路を支配した。後北条氏は北杜市須玉町若神子の若神子城に本陣を起き、八ヶ岳南麓・七里岩台上において徳川方と対峙するが、同年10月の徳川・北条同盟の成立により甲斐は徳川家康が領し、後北条氏は郡内からも撤兵した。後北条氏は谷村城や勝山城の改修を行っている可能性が考えられているが、それを示す史料は発見されていない。
『家忠日記』には和議後の11月7日に「勝山取出普請」とあるが、「取出」の文言から谷村城の可能性もあり、徳川家による修築が行われた。家康は都留郡支配のため家臣の鳥居元忠を配置しているが、元忠は当初支配拠点を岩殿城においている。

### 豊臣大名・谷村藩時代の谷村館
徳川氏は豊臣政権下で天正18年（1590年）に関東へ移封されるが、『甲斐国志』によれば谷村城の改築はこの間に行われたという。
武田氏滅亡後も谷村は郡内地方の支配拠点として用いられ、豊臣系大名時代の加藤氏や浅野氏、徳川氏再領時代には鳥居氏が本拠とした。江戸時代には秋元氏が入府し、谷村藩が成立すると谷村城を中心に城下町（谷村城下町）として発展する。
宝永元年（1704年）には秋元喬知が川越藩に移封されると城は廃城となり、郡内領は代官支配となり谷村は町場へ移行する。

## 発掘調査
2014年（平成26年）にははじめて本格的な発掘調査が実施され、石列・敷石・通路状・道路状の各種遺構が確認された。また四方の壁には石積の地下室（穴蔵）が存在し、床部からは炭化種実や、覆土中から貝類や海水魚類を中心とする動物遺体が出土している。
動物遺体は谷村陣屋が存在した19世紀段階のもので、貝類はアワビ、サザエ、カワニナ、サトウガイ、サルボウガイ、イタヤガイ科、マガキ、シジミ属、アサリ、ハマグリが出土している。魚類はコイ科、サケ科、サヨリ属、ホウボウ科、ブリ属、マダイ、ベラ科、ソウダガツオ属、マグロ属、ヒラメ、カレイ科が出土している。鳥類はキジ科のみが出土し、哺乳類はヒト、ウマ、イノシシ、ニホンジカ、ノウサギが出土している。
山梨県では甲府城下町遺跡や鰍沢河岸において、近世・近代初期の海産物を含む多様な動物遺体が出土しているが、谷村城跡は郡内地方において同時期のまとまった動物遺体が出土した初めての事例となった。

## 谷村城下町
戦国時代には小山田氏により谷村城が築城され、城下町が建設される。『甲斐国志』に拠れば、小山田氏の滅亡後、浅野氏時代には文禄検地にが実施され、これにより城下が上谷村・下谷村に区分される。江戸時代には谷村藩主の秋元氏の治世下で家中川や谷村大堰などの用水堰が開削され、谷村城下町が完成した。京都府宇治から献上される「茶壺」は京都の愛宕山で熟成され、中山道を東へ江戸に運ばれる前、谷村で検分された。
宝永元年（1704年）の谷村城下町絵図によれば、谷村城南側には東西に上谷村・下谷村が町割されている。上谷村は上町・早馬町・新町、上町裏の裏町（天神町・袋町）、下谷村は中町・下町・横町で構成される。
城下には富士山を包囲軸とした南北往還が貫く。往還は城下両端で鈎状に折れ、富士道に接続される。